# Orcus (thần thoại)

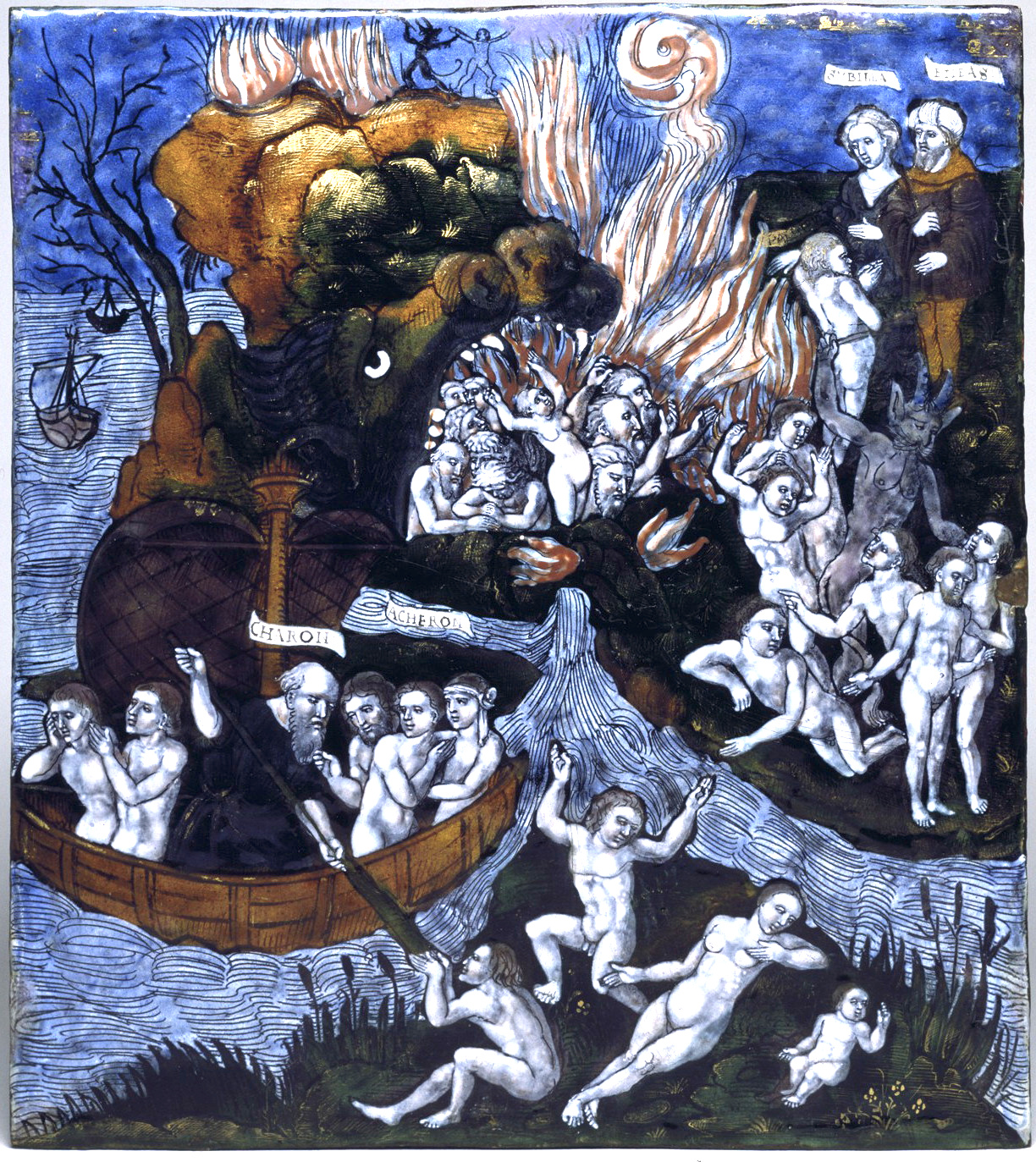
Orcus

Orcus là một vị thần cai quản của thế giới ngầm, người trừng phạt những kẻ phá bỏ lời thề trong thần thoại  La Mã. Tương tự với Hades, tên của vị thần cũng được dùng đặt cho chính thế giới ngầm. Cuối cùng, ông được thống nhất với Dis Pater và Pluto.
Một ngôi đền thờ Orcus có thể đã từng tồn tại trên Đồi Palatine ở Rome. Có khả năng là anh ta được phiên âm từ daemon Horkos trong tiếng Hy Lạp, hiện thân của lời thề và là con trai của Eris.